# Elpidiusz
Elpidiusz – imię męskie pochodzenia greckiego, od gr. Ελπιδιος (Elpidios), które wywodzi się od słowa ελπις (elpis) – „nadzieja”. Istnieje czterech świętych o tym imieniu.
Elpidiusz obchodzi imieniny 7 marca i 2 września, a także 18 kwietnia.
Zobacz też:
- Saint-Ilpize